# تويجيات أسترالية
تويجيات أسترالية (الاسم العلمي: Austropetaliidae)، هي فصيلة صغيرة من حشرات اليعسوب تتواجد في تشيلي والأرجنتين وأستراليا. أنواعه متوسطة إلى كبيرة القد.
أُنشئت هذه المجموعة في البداية لبعض االأنواع القديمة من فصيلة تويجيات حديثة (Neopetaliidae) ورُقّيت إلى فصيلة في عام 1994.

## الأجناس
تشمل الأجناس التالية
- Austropetalia Tillyard, 1916
- Archipetalia Tillyard, 1917
- Hypopetalia McLachlan, 1870
- Phyllopetalia Selys, 1858